# Complesso del Col Lopic
Il Complesso del Col Lopic è un sistema di grotte che si estende all'interno del piccolo rilievo omonimo, parte del massiccio del Monte Canin.
Le cavità attualmente esplorate nell'area del Col Lopic sono 34, attualmente sono conosciuti e percorribili i collegamenti fra l'Abisso Modonutti Savoia, CL7 e Grotta di Fiume Vento. Una cavità importante del Col Lopic, di cui non è ancora noto il collegamento con le altre, è l'Abisso Città di Udine.
L'imbocco più alto conosciuto del sistema si trova sui pianori calcarei del Col Lopic ed il dislivello massimo finora raggiunto è pari a circa 770 metri. L'estensione totale planimetrica dei condotti esplorati è oggi pari a circa 2.800 metri.
Nel corso degli anni hanno contribuito all'esplorazione di questo complesso speleologi di diverse associazioni, fra cui il Circolo Speleologico ed Idrologico Friulano, la Commissione Grotte Eugenio Boegan della Società Alpina delle Giulie, il Gruppo Grotte Pradis.

## Abisso Modonutti Savoia
Questa cavità costituisce l'asse principale del complesso del Col Lopic.
L'abisso venne scoperto ed esplorato nei primi anni ottanta del XX secolo da speleologi del Circolo Speleologico ed Idrologico Friulano di Udine. È stato dedicato alla memoria di Stefano Modonutti e Luigi Savoia, speleologi udinesi periti durante un'esplorazione subacquea in una grotta della Campania.